# Frank Dawson Adams
Frank Dawson Adams, född 17 september 1859 i Montréal, död där 26 december 1942, var en kanadensisk geolog.

## Biografi
Efter studier vid Montreal High School och McGill University blev Adams filosofie doktor i Heidelberg. År 1889 blev han professor vid McGill University och innehade Loganprofessuren i geologi där 1892-1922. 
Adams utförde en omfattande utforskning av Nordamerikas urberg särskilt i Kanada och provinsen Ontario, och intog därigenom en ledande ställning på detta forskningsområde.Tillsammans med medarbetare utförde han en rad experimentella undersökningar om de förändringar, som uppstår i bergarter, som utsätts för tryck. Han undersökte även yngre eruptiva bergarter i trakten av Montreal.

## Utmärkelser
Han blev fellow av Royal Society of Canada 1896, fellow av Royal Society i London 1907, korresponderande ledamot av Geologiska Föreningen i Stockholm 1911 och utländsk ledamot av svenska Vetenskapsakademien 1934. Han tilldelades Lyellmedaljen 1906 och Wollastonmedaljen 1939.